# Nunatak Treugol'nyj
Nunatak Treugol'nyj är en nunatak i Antarktis. Den ligger i Östantarktis. Australien gör anspråk på området. Toppen på Nunatak Treugol'nyj är 1 446 meter över havet.
Terrängen runt Nunatak Treugol'nyj är huvudsakligen platt. Trakten är obefolkad. Det finns inga samhällen i närheten.